# والوریاته
والوریاته (به ایتالیایی: Valloriate) یک کومونه در ایتالیا است که در استان کونیو واقع شده‌است. والوریاته ۱۶٫۹ کیلومتر مربع مساحت و ۱۲۶ نفر جمعیت دارد و ۷۹۶ متر بالاتر از سطح دریا واقع شده‌است.